# 미션 임파서블: 데드 레코닝
《미션 임파서블: 데드 레코닝》(영어: Mission: Impossible — Dead Reckoning)은 2023년 개봉한 미국의 액션, 첩보 영화이다. 크리스토퍼 매쿼리가 감독과 각본을 맡았으며, 《미션 임파서블》 영화 시리즈의 일곱 번째 작품이다.
기존 2021년 7월 23일에 북미 개봉 예정이었으나, 코로나19 범유행으로 인해 개봉이 2023년 7월 12일로 연기되었다.

## 줄거리
가장 위험한 작전, 그의 마지막 선택 
깊은 바다 속 어떤 레이더에도 탐지되지않고 완벽한 스텔스 기능을 탑재한 완벽한 세바스토폴 잠수함의 메인 컴퓨터에 눈동자 같은 문양이 뜨더니 갑자기 적 잠수함이 레이더에 탐지 되고 세바스토폴을 향해 어뢰를 쏜다. 세바스토폴도 대응을 위해 잠수함을 발사하지만 어뢰 충돌 직전 잠수함이 레이더에서 사라지고 적이 발사한 어뢰도 반응이 사라진다. 단순한 오작동으로 생각되던 그때 세바스토폴이 발사했던 어뢰가 갑자기 항로를 꺾어 세바스토폴을 향해 날아오고 제어도 되지 않으며 어뢰와 충돌한 세바스토폴은 침몰하고 탑승한 선원들 모두 사망하며 영화가 시작된다. 모든 인류를 위협할 새로운 무기를 추적하게 된 에단 헌트(톰 크루즈)와 IMF팀은 이 무기가 인류의 미래를 통제할 수 있다는 사실을 알게 된다. 전 세계가 위태로운 상황에 처한 가운데, 이를 추적하던 에단 헌트에게 어둠의 세력까지 접근하고 마침내 미스터리하고 강력한 빌런과 마주하게 된 그는 가장 위험한 작전을 앞두고 자신이 아끼는 사람들의 생명과 중요한 임무 사이에서 위태로운 대결을 펼친다.

## 평가
‘미션 임파서블7’은 톰 크루즈가 오토바이를 타고 절벽에서 점프하고, 폭주하는 기차에 올라타는가 하면 로마의 번화한 거리에서 작은 자동차를 조종하는 등 죽음을 무릅쓰는 액션 연기를 펼쳐 호평을 받았다.
전편에 밀리지않는 화려한 액션이나 스케일로 볼거리를 제공하며 3시간이라는 긴 관람 시간에도 지루하지않았다. 미션 임파서블: 데드 레코닝 PART ONE 의 영화의 결말과 자연스럽게 미션 임파서블: 데드 레코닝 PART TWO 후속작을 기대하게 만든다.

## 출연진
- 톰 크루즈 - 에단 헌트 역
- 헤일리 앳웰 - 그레이스 역
- 레베카 페르구손 - 일사 파우스트 역
- 빙 레임스 - 루터 스티켈 역
- 사이먼 페그 - 벤지 던 역
- 버네사 커비 - 알라나 미초폴리스 역
- 헨리 처니 - 유진 키트리지 역
- 이사이 모랄레스 - 가브리엘 역
- 폼 클레멘티에프 - 파리 역
- 프레더릭 슈밋 - 졸라 미초폴리스 역
- 셰이 위검 - 재스퍼 브리그스 역
- 그레그 타잔 데이비스 - 드가 역
- 마리엘라 가리가 - 마리 역
- 케리 엘위스 - 덴링어 국가정보장 역
- 찰스 파넬 - 국가정찰국장 역
- 롭 딜레이니 - 합동특수작전사령관 역
- 인디라 바마 - 국방정보국장 역
- 마크 게이티스 - 국가안보국장 역